# Owen Marks
Pour les articles homonymes, voir Marks.
Owen Marks est un monteur britannique, né le 8 août 1899 en Angleterre et mort le 18 septembre 1960 à Los Angeles (États-Unis).
Il fut nommé 2 fois pour l'Oscar du meilleur montage.

## Filmographie
- 1924 : Listen Lester
- 1924 : Helen's Babies
- 1928 : Powder My Back
- 1928 : Taxi de minuit (The Midnight Taxi)
- 1928 : Perdus dans les neiges (en) (Land of the Silver Fox) de Ray Enright
- 1928 : My Man
- 1929 : Fancy Baggage
- 1929 : Sonny Boy
- 1929 : Chante-nous ça ! (Say It with Songs)
- 1929 : The Hottentot
- 1929 : Disraeli
- 1930 : Mammy
- 1930 : Sweet Kitty Bellairs
- 1930 : Old English
- 1930 : Divorce Among Friends
- 1931 : Le Millionnaire (The Millionnaire)
- 1931 : Alexander Hamilton
- 1931 : La Fille de l'enfer (Safe In Hell) de William A. Wellman
- 1932 : L'Honorable Monsieur Wong (The Hatchet Man)
- 1932 : Play Girl de Ray Enright
- 1932 : The Tenderfoot (en)
- 1932 : The Crash
- 1932 : À tour de brasses (You Said a Mouthful)
- 1933 : The King's Vacation
- 1933 : Le Roi de la chaussure (The Working Man)
- 1933 : Voltaire
- 1933 : Toujours dans mon cœur (Ever in My Heart)
- 1933 : La Folle Semaine (Convention City)
- 1934 : L'Homme de quarante ans (Upperworld), de Roy Del Ruth
- 1934 : Return of the Terror (en)
- 1934 : A Lost Lady, d'Alfred E. Green
- 1934 : Mariage secret (The Secret Bride) de William Dieterle
- 1935 : While the Patient Slept
- 1935 : Femmes d'affaires (Traveling Saleslady) de Ray Enright
- 1935 : Une femme dans la rue (The Girl from 10th avenue)
- 1935 : We're in the Money
- 1935 : Émeutes (Frisco Kid) de Lloyd Bacon
- 1936 : La Forêt pétrifiée (The Petrified Forest)
- 1936 : I Married a Doctor (en) d'Archie Mayo
- 1936 : Courrier de Chine (China Clipper)
- 1937 : La Légion noire (Black Legion)
- 1937 : Rivalité (Slim) de Ray Enright
- 1937 : L'Aventure de minuit (It's love I am after)
- 1938 : La Bataille de l'or (Gold Is Where You Find It) de Michael Curtiz
- 1938 : Love, Honor and Behave
- 1938 : Secrets of an Actress
- 1938 : Les Anges aux figures sales (Angels with Dirty Faces)
- 1939 : Terreur à l'ouest (The Oklahoma Kid)
- 1939 : Les Aveux d'un espion nazi (Confessions of a Nazi Spy)
- 1939 : La Vie privée d'Elisabeth d'Angleterre (The Private Lives of Elizabeth and Essex)
- 1940 : The Fighting 69th
- 1940 : Saturday's Children
- 1940 : No Time for Comedy
- 1941 : Des pas dans la nuit (Footsteps in the Dark) de Lloyd Bacon
- 1941 : Ma femme se marie demain (Affectionately Yours) de Lloyd Bacon
- 1941 : Blues in the Night
- 1942 : Wings for the Eagle
- 1942 : Casablanca
- 1943 : Mission à Moscou (Mission to Moscow)
- 1944 : Passage pour Marseille (Passage to Marseille)
- 1944 : Janie
- 1945 : Escape in the Desert
- 1945 : L'Orgueil des marines (Pride of the Marines)
- 1947 : L'Homme que j'aime (The Man I Love), de Raoul Walsh
- 1947 : L'Amant sans visage (Nora Prentiss)
- 1947 : Le Repaire du forçat (Deep Valley) de Jean Negulesco
- 1948 : Le Trésor de la Sierra Madre (The Treasure of the Sierra Madre)
- 1948 : Rencontre d'hiver (Winter meeting)
- 1948 : La Mariée du dimanche (June bride)
- 1949 : La Fille du désert (Colorado Territory)
- 1949 : L'enfer est à lui (White Heat)
- 1950 : Femmes en cage (Caged)
- 1950 : Le Roi du tabac (Bright Leaf)
- 1950 : Témoin de la dernière heure (Highway 301)
- 1950 : Les Cadets de West Point (The West Point Story)
- 1951 : Inside the Walls of Folsom Prison
- 1951 : Les Amants de l'enfer (Force of Arms)
- 1951 : La Femme de mes rêves (I'll See You in My Dreams), de Michael Curtiz
- 1952 : Le Bal des mauvais garçons (Stop, You're Killing Me) de Roy Del Ruth
- 1953 : La Taverne des révoltés (The Man Behind the Gun) de Felix E. Feist
- 1953 : Un Homme pas comme les autres (Trouble Along the Way), de Michael Curtiz
- 1953 : Trois Marins et une fille (Three Sailors and a Girl) de Roy Del Ruth
- 1954 : Mademoiselle Porte-bonheur (Lucky Me) de Jack Donohue
- 1955 : À l'est d'Éden (East of Eden) d'Elia Kazan
- 1955 : Le Tigre du ciel (The McConnell Story)
- 1955 : Sincerely Yours
- 1956 : Santiago
- 1958 : Les commandos passent à l'attaque (Darby's Rangers)
- 1958 : C'est la guerre (Lafayette Escadrille)
- 1958 : Too Much, Too Soon
- 1959 : La Colline des potences (The Hanging Tree)
- 1959 : A Summer Place
- 1961 : Au péril de sa vie (The sins of Rachel Cade)
- 1961 : La Soif de la jeunesse (Parrish) de Delmer Daves

## Distinctions

### Nominations
- 1944 : Nomination à l'Oscar du meilleur montage pour Casablanca.
- 1945 : Nomination à l'Oscar du meilleur montage pour Janie.